# متلازمة توريت
متلازمة توريت (بالإنجليزية: Tourette syndrome)‏ هي عبارة عن خلل عصبي وراثي يظهر منذ الطفولة المبكرة، تظهر أعراضه على شكل حركات عصبية لاإرادية متلازمة يصحبها متلازمات صوتية متكررة، ويمكن أن يتم قمع هذه التشنجات اللاإرادية، التي تزداد وتتضاءل، بشكل مؤقت، وعادة ما يسبقها إحساس غير مرغوب فيه في العضلات المتأثرة. ومن الحركات اللاإرادية المتكررة الشائعة هي إمض العين، والسعال، وتطهير الحلق، وحركات الوجه. ولا تؤثر متلازمة توريت بشكل سلبي على الذكاء أو متوسط العمر المتوقع.
يتم تعريف متلازمة توريت كجزء من مجموعة من اضطرابات التشنجات اللاإرادية، والتي تشمل الحركات المؤقتة، والعابرة، والمستمرة (المزمنة). وفي حين أن سببها الدقيق غير معروف، فيُعتقد أنه ينطوي على مجموعة من العوامل الجينية والبيئية. ولا توجد اختبارات محددة لتشخيص توريت، كما لا يتم تحديدها بشكل صحيح دائمًا؛ لأن معظم الحالات تكون معتدلة، وتقل شدة التشنجات اللاإرادية لدى معظم الأطفال أثناء مرورهم بفترة المراهقة. ونادراً ما تحدث متلازمة توريت في سن البلوغ، وغالباً ما تكون التشنجات اللاإرادية غير ملحوظة من قِبَل مراقبي الحالة.
في معظم الحالات، لا يكون علاج الحركات اللاإرادية ضروريًا، ويعتبر التعليم جزءًا مهمًا من أي خطة علاجية، وعادة ما يكون التفسير والطمأنة وحدهما كافيين للعلاج، كما يمضي كثير من الأفراد المصابين بمتلازمة توريت دون تشخيص أو لا يسعون لطلب الرعاية الطبية. ومن بين أولئك الذين يُشاهدون في العيادات المتخصصة، يتواجد اضطراب نقص الانتباه وفرط النشاط (ADHD) واضطراب الوسواس القهري (OCD) بمعدلات أعلى. وغالبا ما تسبب هذه التشخيصات المتزامنة للفرد ضعف أكبر من التشنجات اللاإرادية. وبالتالي، فمن المهم تحديد الحالات المرتبطة بها بشكل صحيح ومعالجتها.
حوالي 1٪ من الأطفال والمراهقين في سن المدرسة لديهم متلازمة توريت، وقد كانت تعتبر في يوم من الأيام متلازمة نادرة وغريبة، ويصحبها في العادة ألفاظ بذيئة تخرج بشكل لا إرادي، إلا أن ذلك العرض نادر مع مصابي المرض. وقام جان مارتن شاركو (1825-1893) بتسمية هذه الحالة نيابةً عن جورج ألبرت إدوارد بروتوس جيل دي لا توريت (1857-1904)، وهو طبيب فرنسي وأخصائي في الأمراض العصبية، قام بنشر تسع حالات لمرضى توريت في 1885.

## التصنيف
العرة هي ناشط(العرات الحركية) وألفاظ (التشنجات اللاإرادية الصوتية) مفاجئة متكررة غير متجانسة تتضمن مجموعات عضلية منفصلة. التشنجات اللاإرادية الحركية هي التشنجات اللاإرادية القائمة على الحركة، في حين أن التشنجات اللاإرادية الصوتية هي أصوات لا إرادية تنتج عن تحريك الهواء عبر الأنف أو الفم أو الحلق.
وصُنِّفَت متلازمة توريت بواسطة النسخة الرابعة من الدليل التشخيصي والإحصائي للاضطرابات النفسية (DSM-IV-TR) باعتبارها واحدة من اضطرابات العرة التي «عادة ما يتم تشخيصها لأول مرة في مرحلة الطفولة، أو المراهقة» وفقا للنوع (العرات الحركية أو الصوتية) والمدة (عابرة أو مزمنة). وتتألف اضطرابات العرة العابرة من تشنجات لاإرادية حركية متعددة أو عرات صوتية أو كليهما لمدة تتراوح بين أربعة أسابيع واثني عشر شهرا. واضطراب العرة المزمن هو إما عرات فردية أو متعددة حركية أو صوتية (ولكن ليس كلاهما)، والتي تكون موجودة لأكثر من عام، ويتم تشخيص متلازمة توريت عند وجود العديد من العرات الحركية، وعرة صوتية واحدة على الأقل منذ أكثر من عام. وأعادت النسخة الخامسة من دليل تشخيصي إحصائي للاضطرابات العقلية DSM-5، التي نشرت في مايو 2013 تصنيف اضطرابات توريت واضطرابات العرة مثل الاضطرابات الحركية المدرجة في فئة اضطراب النمو العصبي، واستبدلت اضطراب العرة العابر باضطراب العرة المؤقت، لكنها لم تحدث تغييرات هامة أخرى.
يتم تعريف اضطرابات العرة بشكل مختلف قليلاً في التصنيف الإحصائي الدولي للأمراض والمشاكل الصحية ذات الصلة الصادرة عن منظمة الصحة العالمية، ففي المراجعة العاشرة للتصنيف الدولي للأمراض، كود F95.2 يتم تعريفه بأنه اضطراب يتكون من مزيج من العرات الحركية والصوتية.
وعلى الرغم من أن متلازمة توريت هي التعبير الأكثر حدة من طيف اضطرابات العرة إلا أن معظم الحالات تكون معتدلة، وتختلف شدة الأعراض بشكل كبير بين الأشخاص الذين يعانون من متلازمة توريت، وقد لا يتم اكتشاف الحالات البسيطة.

## سببها
المسبب الرئيسي لمتلازمة توريت غير معروف حتى الآن، ولكن تلعب كل من العوامل الوراثية والبيئية دورًا بالإصابة. وقد أثبتت الدراسات الجينية أن الغالبية العظمى من حالات متلازمة توريت هي حالات جينية وراثية، على الرغم من أن المسبب المسؤول عن الإصابة عن طريق الوراثة غير معروف، ولم يتم التعرف على الجين المسؤول بحدوث تلك المتلازمة لدى المصابين حتى الآن. وفي حالات أخرى، تترافق التشنجات اللاإرادية مع اضطرابات أخرى غير متلازمة توريت، وهي ظاهرة تُعرف بـ«توريتيزم» (Tourettism).
تزيد فرصة تمرير الجين من الشخص المصاب بمتلازمة توريت إلى واحد من أطفاله بنسبة 50٪، ولكن توريت هي حالة ذات تعبير متغير ونفوذية غير كاملة. وبالتالي، لن يُظهر كل من يرث الجين الوراثي الأعراض، حتى أفراد العائلة المقربين قد يُظهرون شدة مختلفة من الأعراض، أو قد لا تظهر عليهم أي أعراض على الإطلاق. وقد يعبر الجين (الجينات) عن نفسه على أنه توريت، كاضطراب عرة أكثر اعتدالاً (عرات مؤقتة أو مزمنة)، أو كأعراض هوسية قهرية دون عرات. وفقط أقلية من الأطفال الذين يرثون الجين (أو الجينات) لديهم أعراض حادة بما فيه الكفاية لتتطلب عناية طبية. ويبدو أن نوع الجنس له دور في التعبير عن الخلل الجيني، فالذكور أكثر عرضة من الإناث للتعبير عن التشنجات اللاإرادية.
وتشير الدراسات إلى أن هناك عوامل أخرى تؤثر على شدة أعراض الإصابة بمتلازمة توريت، مثل العوامل البيئية المحيطة أو النفسية أو الإصابة بالأمراض المعدية، بينما لا تسبب هذه العوامل بشكل مباشر الإصابة بالمرض. وقد تؤثر أمراض المناعة الذاتية أيضا في شدة الإصابة في بعض الحالات. وفي عام 1998، اقترح فريق في المعهد القومي الأمريكي للصحة العقلية فرضية تقوم على ملاحظة 50 طفلاً، حيث أن اضطراب الوسواس القهري واضطرابات العرة قد تنشأ في مجموعة فرعية من الأطفال كنتيجة لعملية مناعية ذاتية بعد الإصابة بالمكورات العقدية، ويتم تصنيف الأطفال الذين يستوفون خمسة معايير تشخيصية وفقًا للفرضية على أنهم يعانون من اختلالات المناعة الذاتية النفسية والعصبية المصاحبة لعدوى البكتيريا العقدية. وهذه الفرضية المثيرة للجدل هي محور البحوث السريرية والمختبرية، ولكنها لا تزال غير مثبتة.
قد تكون بعض أشكال الوسواس القهري مرتبطة جينيًا بمتلازمة توريت. ويُعتقد أن هناك مجموعة فرعية من الوسواس القهري لها علاقة سببية بمتلازمة توريت، وقد تكون تعبيرًا مختلفًا عن نفس العوامل المهمة للتعبير عن التشنجات اللاإرادية، بينما لم يتم التعرف على العلاقة الوراثية بين اضطراب فرط الحركة مع نقص الانتباه ومتلازمة توريت بشكل كامل.

## الأعراض
التشنجات اللاإرادية أو العرة هي الحركات أو الأصوات التي تحدث بشكل متقطع وغير متوقع أثناء النشاط الحركي العادي، مما يكسبها شكل «سلوكيات طبيعية غير صحيحة». وتتغير العرات المرتبطة بمتلازمة توريت في العدد والتواتر والشدة والموقع التشريحي، كما تحدث الزيادة المستمرة والنقصان في شدة وتواتر التشنجات اللاإرادية بشكل مختلف في كل فرد، وقد تحدث التشنجات اللاإرادية أيضًا في «نوبات»، والتي تختلف من شخص لآخر.
البذاء (النطق التلقائي للكلمات أو العبارات المحظورة اجتماعيا) هو العَرَض الأكثر شهرة من توريت، لكنه ليس مطلوبا للتشخيص ويظهر فقط في حوالي 10٪ من المرضى، كما تحدث تصدية الألفاظ (تكرار كلمات الآخرين) واللجلجة (تكرار المريض لكلامه) في عدد قليل من الحالات، في حين أن أكثر العرات الأولية الحركية والصوتية شيوعا هي تطرف العين وتطهير الحلق على التوالي.
على النقيض من الحركات الشاذة لاضطرابات الحركة الأخرى (على سبيل المثال، مرض الرقاص، وخلل التوتر، والرمع العضلي، وخلل الحركة)، فإن التشنجات اللا إرادية لمتلازمة توريت تكون قابلة للقمع مؤقتًا، وغير متزامنة، وغالبا ما تسبقها إحساس غريب غير مرغوب، وإن معظم الأفراد الذين يعانون من توريت يدركون ذلك الإحساس مباشرة قبل بداية التشنج على غرار الحاجة إلى العطس أو الحكة، ويصف الأفراد الحاجة إلى التشنج بأنه توتر أو ضغط أو طاقة يختارون إطلاقها بوعي، كما لو أنهم «اضطروا للقيام بذلك» لتخفيف الإحساس أو حتى للشعور أنه «على حق فقط»، مثل الشعور بوجود شيء ما في حلق المرء، أو الشعور بعدم الراحة الموضعية في الكتفين، مما يؤدي إلى الحاجة إلى تنظيف الحلق أو هز الكتفين، ومثال آخر هو إمض العين؛ لتخفيف إحساس غير مريح في العين. ويشار إلى هذه الحوافز والأحاسيس، التي تسبق التعبير عن الحركة أو الصوت كتشنج لاإرادي باسم «الظواهر الحسية المسبقة». وبسبب تلك الحوافز التي تسبقها، توصف التشنجات اللاإرادية بأنها شبه طوعية أو «غير طوعية»، بدلاً من لاإرادية على وجه التحديد، وقد يتم اعتبارهم بمثابة استجابة طوعية للحاجة الاستباقية غير المرغوب فيها. وتعتبر الأوصاف المنشورة عن التشنجات اللاإرادية لمتلازمة توريت ظواهر حسية تمثل عَرَض أساسي للمتلازمة على الرغم من عدم تضمينها في معايير التشخيص.
في حين أن الأفراد الذين يعانون من العرات اللاإرادية في بعض الأحيان يكونوا قادرين على قمع التشنجات اللاإرادية لفترات زمنية محدودة، إلا أن القيام بذلك غالبا ما يؤدي إلى التوتر أو الإجهاد الذهني، وقد يبحث الأشخاص الذين يعانون من متلازمة توريت عن بقعة منعزلة للإفصاح عن أعراضهم، أو قد يكون هناك زيادة ملحوظة في التشنجات اللاإرادية بعد فترة من القمع في المدرسة أو في العمل. قد لا يكون بعض الأشخاص الذين لديهم متلازمة توريت مدركين للحاجة الملحة، وقد يكون الأطفال أقل إدراكًا للحافز الأولي المرتبط بالعرات اللاإرادية أكثر من البالغين، لكن وعيهم يزداد مع نضجهم، وقد يكون لديهم تشنجات لاإرادية لعدة سنوات قبل أن يصبحوا على دراية بالحوافز . وقد يقوم الأطفال بقمع التشنجات اللاإرادية أثناء وجودهم في عيادة الطبيب، لذلك قد يحتاجون إلى الملاحظة في حين أنهم لا يدركون أنهم يخضعون للمراقبة. وتختلف القدرة على قمع التشنجات اللاإرادية بين الأفراد، وقد تكون أكثر تطورا لدى البالغين من الأطفال.
على الرغم من عدم وجود حالة «نموذجية» لمتلازمة توريت، فإن هذه الحالة تتبع دورة موثوقة إلى حد ما من حيث عمر البداية وتاريخ شدة الأعراض. وقد تظهر التشنجات اللاإرادية حتى سن الثامنة عشرة، ولكن العمر الأكثر شيوعًا للظهور هو من خمس إلى سبع سنوات. وأظهرت دراسة عام 1998 نشرها ليكمان وزملاؤه من مركز دراسة الطفل في ييل أن العمر الذي تشتد فيه الأعراض هو من ثمانية إلى اثني عشر، مع انخفاض العرات بشكل مطرد لمعظم المرضى أثناء مرورهم خلال مرحلة المراهقة. وتظهر التشنجات اللاإرادية الأولية بشكل متكرر في مناطق الجسم الوسطى حيث توجد العديد من العضلات (عادة الرأس والعنق ومنطقة الوجه). ويمكن أن يتناقض هذا مع الحركات النمطية للاضطرابات الأخرى (مثل التحولات والقوالب النمطية لاضطرابات طيف التوحد)، والتي عادة ما تبدأ في سن مبكرة، وتكون ثنائية وأكثر تناظرا وإيقاعا، وتتضمن الأطراف (على سبيل المثال، ترفرف الأيدي). وكثيرا ما يتم الخلط بين التشنجات اللاإرادية التي تظهر في وقت مبكر من هذه الحالة مع حالات أخرى، مثل الحساسية، والربو، ومشاكل الرؤية؛ لذا فعادة ما يكون أطباء الأطفال والحساسية وطب العيون أول من يرى طفلا يعاني من العرات.
تكون معظم حالات متلازمة توريت لدى كبار السن بسيطة ولا يتم تمييزها تقريبا، وعندما تكون الأعراض شديدة بما فيه الكفاية مما يجعلها تتطلب الإحالة إلى العيادات، غالباً ما يرتبط اضطراب الوسواس القهري (OCD) واضطراب نقص الانتباه مع فرط النشاط (ADHD) بمتلازمة توريت. وفي الأطفال الذين يعانون من العرات أو التشنجات اللاإرادية، يرتبط الوجود الإضافي لاضطراب فرط الحركة ونقص الانتباه بالخلل الوظيفي، والسلوك التخريبي، وشدة التشنج. توجد حالات تشبه التشنجات اللاإرادية في بعض الأفراد المصابين بالوسواس القهري، ويُفترض أن «الوسواس القهري المرتبط بالتشنج» هو مجموعة فرعية من الوسواس القهري تتميز عن الوسواس القهري الغير مرتبط بالعرة من حيث نوع وطبيعة الهواجس والقهر. ليس كل الأشخاص المصابين بمتلازمة توريت لديهم اضطراب فرط النشاط مع نقص الانتباه أو اضطراب الوسواس القهري أو غيرهما من الحالات المرضية، على الرغم من أن نسبة عالية من المرضى الذين يطلبون الرعاية لديهم اضطراب نقص الانتباه مع فرط النشاط. وأفاد أحد المؤلفين أن مراجعة سجلات المرضى لمدة عشر سنوات كشفت عن أن حوالي 40٪ من مرضى توريت لديهم المتلازمة مع غياب اضطراب فرط الحركة ونقص الانتباه واضطراب الوسواس القهري واضطرابات أخرى. ويذكر مؤلف آخر أن 57٪ من 656 مريضا ممن يعانون من اضطرابات العرة لديهم عرات غير معقدة، في حين أن 43٪ منهم يعانون من العرات الشاذة والاضطرابات النفسية، بينما يكون لدى الأشخاص الذين يعانون من «متلازمة توريت كاملة» حالات مرضية مصاحبة بالإضافة إلى التشنجات اللاإرادية.

## الفيزيولوجيا المرضية

أجزاء الدماغ التشريحية المصابة في متلازمة توريت

لم يتم إثبات الآلية المحددة التي تؤثر على القابلية الموروثة لحدوث المتلازمة حتى الآن، كما أن سببها الدقيق لا يزال غير معروفا. ويعتقد أن التشنجات اللاإرادية تنتج من خلل وظيفي في المناطق القشرية، وتحت القشرية، والمهاد، والعقد القاعدية، والفص الجبهي. وتشير النماذج التشريحية العصبية إلى خلل في الدوائر العصبية التي تربط قشرة الدماغ بما تحتها، وكذلك في تقنيات التصوير التي تتضمن العقد القاعدية والفص الجبهي. وبعد عام 2010، ظهر دور الهيستامين والمستقبل H3 في التركيز على الفيزيولوجيا المرضية لتلك المتلازمة «كمُعدلات رئيسية لدورة الجسم المخطط»، وأن انخفاض مستوى الهيستامين في مستقبلات الهيستامين قد يعطل الناقلات العصبية الأخرى، مما يؤدي إلى التشنجات اللاإرادية.

## التشخيص
وفقًا للطبعة الخامسة من الدليل التشخيصي والإحصائي للاضطرابات العقلية (DSM-5)، قد يتم تشخيص توريت عندما يُظهر شخص ما تشنجات لاإرادية حركية متعددة وواحدة أو أكثر من التشنجات الصوتية على مدى سنة، ولا يجب أن تكون التشنجات الحركية والصوتية متزامنين. ويجب أن تحدث قبل عمر 18 سنة، ولا يمكن أن تُعزى إلى تأثيرات حالة أو مادة أخرى (مثل الكوكايين). ومن ثَم، يجب استبعاد الحالات الطبية الأخرى التي تشمل التشنجات اللاإرادية أو الحركات الشبيهة بالتشنجات اللاإرادية، مثل التوحد أو الأسباب الأخرى للتوريتيزم، قبل إجراء تشخيص توريت. ومنذ عام 2000، أدرك الدليل التشخيصي والإحصائي للاضطرابات العقلية أن الأطباء يرون المرضى الذين يستوفون جميع المعايير الأخرى لتوريت، ولكن ليس لديهم ضيق أو خلل.
لا توجد اختبارات طبية أو فحوصات محددة يمكن استخدامها في تشخيص متلازمة توريت، وكثيرا ما يتم تشخيصها بشكل خاطئ أو لا يتم تشخيصها، ويرجع ذلك جزئيا إلى التعبير الواسع عن الشدة، التي تتراوح بين بسيطة (غالبية الحالات) أو معتدلة إلى شديدة (حالات نادرة، ولكنها المعترف بها على نطاق واسع والمعلن عنها). وعادة ما يتم تشخيص السعال، وومضة العين، والعرات اللاإرادية التي تحاكي حالات لا علاقة لها مثل الربو تشخيصا خاطئًا.
يتم التشخيص بناءً على ملاحظة أعراض الفرد وتاريخه العائلي، وبعد استبعاد الأسباب الثانوية لاضطرابات العرة. وقد يكون الفحص البدني والعصبي الأساسي كافيًا في المرضى الذين لديهم تاريخ عائلي من التشنجات اللاإرادية أو اضطراب الوسواس القهري.
إذا اعتقد الطبيب أنه قد يكون هناك حالة أخرى يمكن أن تفسر التشنجات اللاإرادية، قد يتم طلب اختبارات لاستبعاد تلك الحالة. مثال على ذلك عند وجود خلط في التشخيص بين التشنجات اللاإرادية ونوبات الصرع، والذي قد يستدعي إجراء تخطيط أمواج الدماغ، أو إذا كانت هناك أعراض تحتاج إلى التصوير بالرنين المغناطيسي لاستبعاد وجود خلل في الدماغ، كما يمكن قياس مستويات هرمون منبه الدرقية لاستبعاد قصور الغدة الدرقية، والتي يمكن أن تكون سببا للتشنج اللاإرادي، بينما دراسات تصوير الدماغ ليست مضمونة عادة. وفي المراهقين والبالغين الذين يعانون من الظهور المفاجئ للتشنجات اللاإرادية والأعراض السلوكية الأخرى، قد يكون من الضروري استخدام اختبار وجود دواء في البول مثل الكوكايين والمنشطات. وفي حالة وجود تاريخ عائلي لأمراض الكبد، يمكن لقياس مستويات النحاس والسيرولوبلازمين في المصل استبعاد مرض ويلسون. ويتم تشخيص معظم الحالات بمجرد ملاحظة تاريخ مرضي من التشنجات اللاإرادية.
تُشار عادةً إلى الأسباب الثانوية للعرات اللاإرادية (التي لا تتعلق بمتلازمة توريت المتوارثة) بتوريتيزم. ويجب استبعاد وجود خلل التوتر، ومرض الرقاص، والحالات الوراثية الأخرى، والأسباب الثانوية للتشنجات اللاإرادية في التشخيص التفريقي لمتلازمة توريت. وتتضمن الحالات الأخرى التي قد تُظهِر العرات اللاإرادية أو الحركات النمطية: اضطرابات النمو، واضطرابات طيف التوحد، واضطراب الحركة النمطية، ورقاص سيدنهام، وخلل التوتر العضلي مجهول السبب، والحالات الوراثية، مثل مرض هنتنغتون، ومتلازمة هالرفوردين-سباتز، والحثل العضلي الدوشيني، ومرض ويلسون، والتصلب الحدبي، وتشمل الاحتمالات الأخرى الاضطرابات الصبغية مثل متلازمة داون، ومتلازمة كلاينفيلتر، ومتلازمة XYY ومتلازمة X الهشة. وتشمل الأسباب الشائعة المكتسَبة للتشنجات اللاإرادية: الدواء، وإصابة الرأس الرضية، والتهاب الدماغ، والسكتة الدماغية، والتسمم بأول أكسيد الكربون. وقد يتم الخلط بين أعراض متلازمة ليش نيهان ومتلازمة توريت، ومعظم هذه الحالات أكثر ندرة من اضطرابات العرة، وقد يكون التاريخ المرضي والفحص الدقيقان كافيين لاستبعادها دون اختبارات طبية أو فحص.

## الفحص
على الرغم من أن ليس جميع مرضى توريت لديهم مراضة مشتركة، إلا أن معظمهم قد تظهر عليهم أعراض حالات أخرى بالإضافة إلى العرات الحركية والسمعية، وتشمل تلك الحالات اضطراب نقص الانتباه وفرط النشاط، والوسواس القهري، وعجز التعلم، واضطرابات النوم، وتبرز السلوكيات التخريبية أو ضعف الأداء أو الضعف الإدراكي في المدرسة والأسرة والعلاقات بين الأقران لدى المرضى الذين يعانون من متلازمة توريت مع اضطراب نقص الانتباه وفرط النشاط أهمية تحديد ومعالجة حالات المراضة المشتركة، حيث لا يبدو أن اضطرابات التشنج اللاإرادي مرتبط بسلوك تخريبي أو ضعف وظيفي في غياب اضطراب فرط الحركة ونقص الانتباه.
وقد تشمل المضاعفات: الاكتئاب، ومشاكل النوم، والانزعاج الاجتماعي، وإيذاء النفس، واضطراب القلق، واضطرابات الشخصية، واضطراب التحدي الاعتراضي، واضطرابات السلوك.

## العلاج
يركز علاج توريت على مساعدة الفرد على إدارة أكثر الأعراض إثارة للقلق، وتكون معظم حالات متلازمة توريت خفيفة، ولا تتطلب علاجًا دوائيًا، حيث يكون العلاج النفسي، والتعريف بالمرض، والطمأنة كافيا، بينما يتطلب وجود مراضة مشتركة العلاج.
لا يوجد دواء يعمل بشكل عام لجميع الأفراد دون آثار ضائرة كبيرة، وتحتل المعرفة والتعليم وفهم المرض الصدارة في خطط علاج اضطرابات العرة. وقد تشمل إدارة أعراض توريت العلاجات الدوائية والسلوكية والنفسية. وفي حين أنه يتم الاحتفاظ بالتدخل الدوائي للأعراض الأكثر حدة، فقد تساعد العلاجات الأخرى (مثل العلاج النفسي الداعم أو العلاج السلوكي المعرفي) على تجنب أو تخفيف الاكتئاب والعزلة الاجتماعية، وتحسين دعم الأسرة. يوعد تثقيف المريض والأسرة والمجتمع المحيط (مثل الأصدقاء والمدرسة والكنيسة) إحدى استراتيجيات العلاج الأساسية، وقد يكون ذلك كل ما هو مطلوب في الحالات الخفيفة.

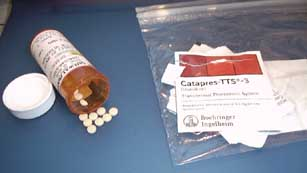
كلونيدين (أو لصاقات الكلونيدين) هي واحدة من الأدوية التي يتم استخدامها أولاً عند الحاجة إلى إليها في علاج توريت.

وقد تسبب فئات الأدوية التي أثبتت فعاليتها في علاج التشنجات اللاإرادية مضادات الذهان التقليدية وغير التقليدية بما في ذلك ريسبيريدون (الاسم التجاري ريسيبردال)، وزيبراسيدون (جيودون)، وهالوبيريدول (هالدول)، وبايموزايد (أوراب)، وفلوفينازين (برولكسين) آثار ضارة طويلة الأجل وقصيرة الأجل. وتستخدم أيضا الأدوية الخافضة للضغط (الاسم التجاري كاتابريس)، وجوانفاسين (تينيكس) لعلاج التشنجات اللاإرادية. وأظهرت الدراسات فاعلية متغيرة مع آثار جانبية أقل من مضادات الذهان. وقد تكون المنشطات وغيرها من الأدوية مفيدة في علاج اضطراب فرط الحركة مع نقص الانتباه عند حدوثه مع اضطرابات العرة. يمكن استخدام أدوية من عدة أصناف أخرى عندما يفشل استخدام المنبهات، بما في ذلك جوانفاسين (الاسم التجاري تينيكس)، أتوموكسيتين (ستراتيرا)، ومضادات الاكتئاب ثلاثية الحلقات. وقد يتم وصف كلوميبرامين (أنافرانيل) وهو ثلاثي الحلقات، ومثبطات استرداد السيروتونين الانتقائية (فئة من مضادات الاكتئاب بما في ذلك فلوكستين (بروزاك)، وسيرترالين (زولوفت)، وفلوفوكسامين (لوفوكس)) عندما يعاني مريض توريت أيضًا من أعراض اضطراب الوسواس القهري، كما تم تجربة العديد من الأدوية الأخرى، ولكن الأدلة التي تدعم استخدامها مازالت غير مقنعة.
ولأن الأطفال الذين يعانون من العرات اللاإرادية غالبا ما يذهبون للأطباء عندما تكون العرات أكثر شدة، وبسبب طبيعة التشنجات التي تزداد وتقل، فمن المستحسن أن لا يبدأ الدواء فورا أو يتم تغييره في كثير من الأحيان، حيث تتحسن العرات مع شرح الحالة للمريض والأسرة ودعم البيئة المحيطة في كثير من الأحيان. ولا يتمثل الهدف من استخدام الدواء في القضاء على الأعراض بل يجب استخدامه بأقل جرعة ممكنة تسيطر على الأعراض دون آثار ضائرة.
العلاج السلوكي المعرفي هو علاج مفيد عند وجود اضطراب الوسواس القهري، وهناك أدلة متزايدة تدعم استخدام عكس العادة (HRT) في علاج التشنجات اللاإرادية، ولكن هناك قيود منهجية في الدراسات تحتاج إلى مزيد من المتخصصين المدربين والدراسات واسعة النطاق.
قد تكون تقنيات الاسترخاء، مثل التمارين الرياضية أو اليوغا أو التأمل مفيدة في التخفيف من التوتر الذي قد يؤدي إلى تفاقم العرات، ولكن معظم التدخلات السلوكية (مثل التدريب على الاسترخاء والارتجاع البيولوجي باستثناء عكس العادة) لم يتم تقييمها بشكل منهجي وليست علاجات مدعومة تجريبيا لتوريت. وتم استخدام التحفيز العميق للدماغ لعلاج البالغين المصابين بمتلازمة توريت الشديدة التي لا تستجيب للعلاج التقليدي، ولكن يُنظر إليه على أنه إجراء جراحي تجريبي غير توغلي من غير المحتمل أن ينتشر على نطاق واسع.

## توقع سير المرض

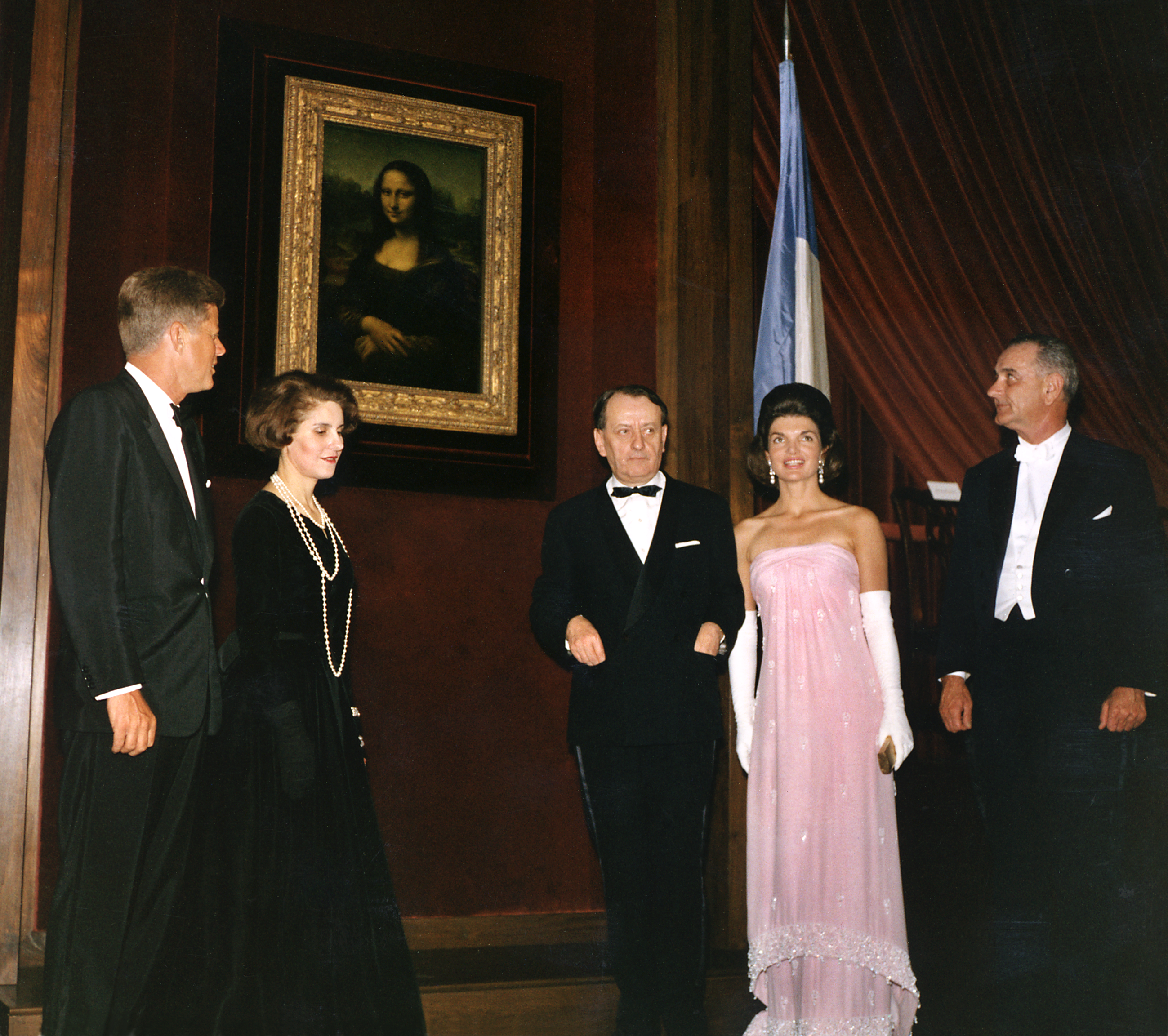
كان أندريه مالرو (1901-1976) مؤلفًا فرنسيًا ومغامرًا ووزيرًا للثقافة ولديه متلازمة توريت. وتم تصوير الرئيس كينيدي وماري مادلين ليو ومالرو وجاكي كينيدي ونائب الرئيس جونسون عند إزاحة الستار عن الموناليزا في المتحف الوطني للفنون في واشنطن العاصمة عام 1963.

متلازمة توريت هي اضطراب طيفي تتراوح شدته على مدى طيف من معتدل إلى حاد، ولكن غالبية الحالات تكون خفيفة ولا تحتاج إلى علاج، وفي هذه الحالات، قد يكون تأثير الأعراض على الفرد خفيفًا إلى الحد الذي قد لا يعرفه المراقبون عن حالتهم. والتشخيص العام إيجابي، ولكن هناك أقلية من الأطفال المصابين بمتلازمة توريت لديهم أعراض حادة تستمر حتى سن البلوغ. ووجدت دراسة شملت 46 شخصًا في سن 19 عامًا أن أعراض 80٪ منهم كان لها الحد الأدنى من التأثير البسيط على وظائفهم بشكل عام، وأن 20٪ آخرين قد عايشوا تأثيرًا معتدلًا على الأقل على أدائهم العام. ويمكن للأقلية النادرة من الحالات الشديدة أن تمنع الأفراد من الحصول على وظيفة أو الحصول على حياة اجتماعية كاملة. وفي دراسة متابعة أجريت على واحد وثلاثين بالغًا مع توريت، أكمل جميع المرضى دراستهم الثانوية، وأنهى 52٪ منهم دراستهم الجامعية لمدة سنتين على الأقل، وكان 71٪ منهم يعملون بدوام كامل أو كانوا يتابعون التعليم العالي.
بغض النظر عن شدة الأعراض التي قد تستمر مدى الحياة أو تكون مزمنة بالنسبة للبعض، إلا أن الحالة ليست تنكسية أو مهدِدة للحياة. والذكاء أمر طبيعي في أولئك الذين يعانون من متلازمة توريت على الرغم من وجود صعوبات في التعلم. ولا تتنبأ خطورة التشنجات اللاإرادية في بداية الحياة بالحِدة في الحياة المتأخرة، وسير المرض بشكل عام يكون جيدا، على الرغم من عدم وجود وسائل موثوقة للتنبؤ بنتائج فرد معين. ولم يتم التعرف على الجين أو الجينات المرتبطة بتوريت، ولا يوجد «علاج» محتمل، كما تم الإبلاغ عن ارتفاع معدل الصداع النصفي واضطرابات النوم في مرضى توريت عن عامة السكان.
أظهرت العديد من الدراسات أن الحالة في معظم الأطفال تتحسن مع النضوج. وقد تكون التشنجات اللاإرادية في أقصى درجاتها في وقت تشخيصها، وغالباً ما تتحسن مع فهم الحالة من قِبَل الأفراد وعائلاتهم وأصدقائهم. ويتراوح العمر الإحصائي لأعلى شدة للإصابة عادة بين ثمانية واثني عشر، حيث تقل شدة التشنجات بشكل ثابت في معظم الأفراد أثناء مرورهم خلال مرحلة المراهقة. وأظهرت إحدى الدراسات عدم وجود علاقة بين شدة التشنج وبداية سن البلوغ، على النقيض من الاعتقاد الشائع بأن التشنجات اللاإرادية تزيد في سن البلوغ. وفي كثير من الحالات، يُشفى المريض من أعراض التشنج بعد سن المراهقة. ومع ذلك، وجدت دراسة باستخدام شريط فيديو لتسجيل التشنجات اللاإرادية لدى البالغين أنه على الرغم من أن التشنجات اللاإرادية تضاءلت بالمقارنة مع مرحلة الطفولة، مع تحسن جميع مقاييس شدة التشنج بحلول مرحلة البلوغ، فإن 90٪ من البالغين ما زالوا يعانون من العرات، ولا يزال نصف البالغين الذين اعتبروا أنفسهم لا يعانون من العرات لا يزالون غير قادرين على إثبات عدم وجود العرات.

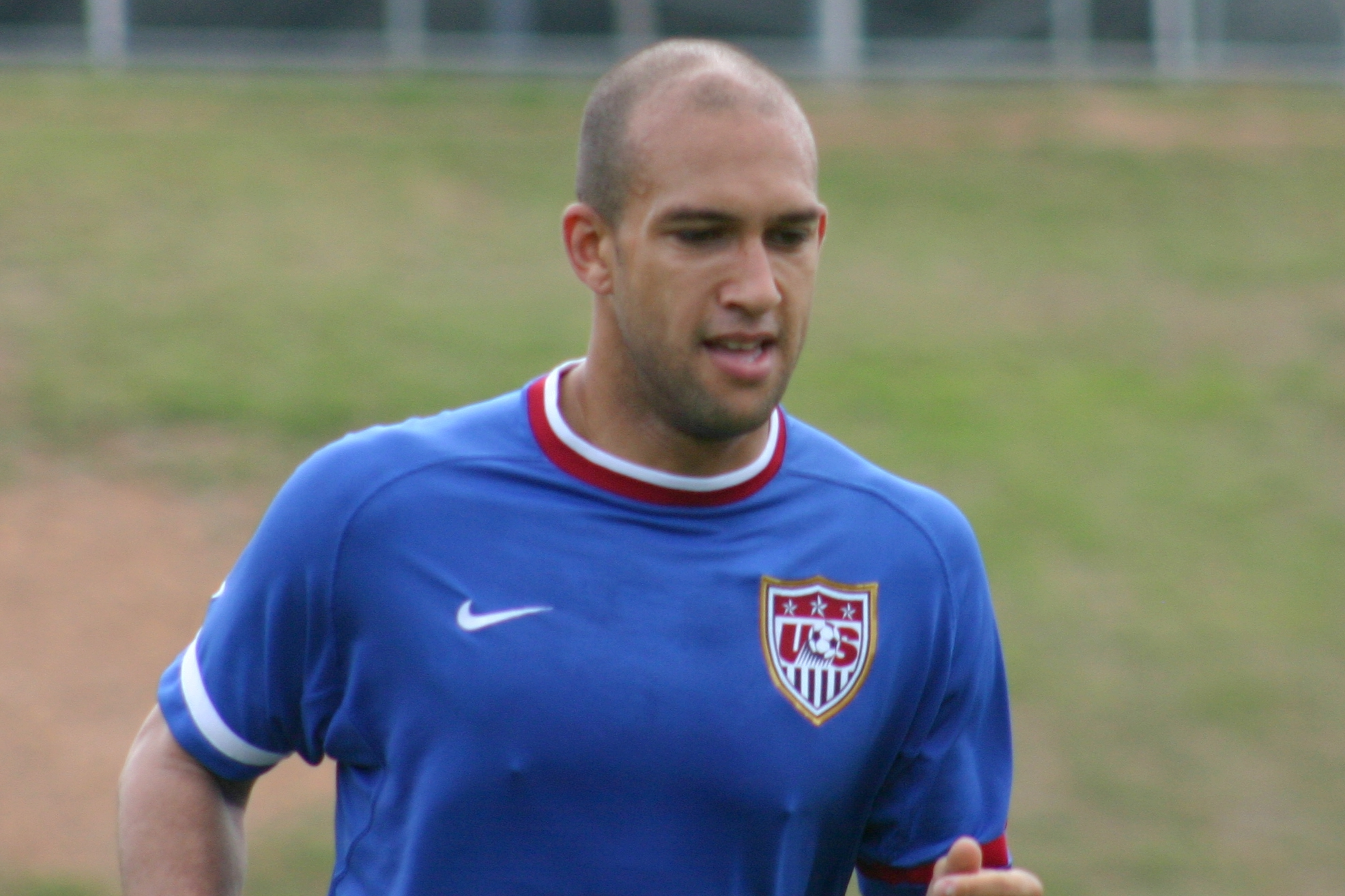
تيم هاوارد، حارس مرمى كولورادو رابيدز، يعزو نجاحه في اتحاد كرة القدم إلى متلازمة توريت.

قد لا يدرك العديد من الأشخاص المصابين بمتلازمة توريت وجود عرات لديهم، ولأنه يتم التعبير عن التشنجات اللاإرادية بشكل عام على نحو خاص، فقد لا يتم اكتشاف توريت. وليس من غير المألوف أن يكون آباء الأطفال المتضررين غير مدركين بأنهم قد يكونون أيضا قد عانوا من التشنجات اللاإرادية كأطفال، وبما أن توريت تميل إلى الانحدار مع النضج، ولأن الحالات الأكثر اعتدالا في توريت من المرجح أن يتم التعرف عليها حاليا، فإن أول إدراك أن الوالد لديه عرات كطفل قد لا يأتي حتى يتم تشخيص نسله، كما أنه ليس من غير المألوف أن يتم تشخيص العديد من أفراد العائلة معًا، لأن الآباء الذين ينقلون أطفالهم إلى الطبيب لإجراء تقييم للعرات اللاإرادية يصبحون على دراية بأنهم أيضًا قد عانوا من تلك العرات أثناء طفولتهم.
قد يعاني الأطفال المصابون بمتلازمة توريت اجتماعيًا إذا اعتُبِرَت التشنجات اللاإرادية «غريبة»، وتتداخلت مع الأداء الاجتماعي أو الأكاديمي؛ لذا يمكن أن يكون العلاج النفسي الداعم مفيدًا. ولأن المراضة المشتركة (مثل وجود اضطراب نقص الانتباه مع فرط النشاط أو الوسواس القهري) يمكن أن تسبب تأثيرًا أكبر على الأداء الكلي من التشنجات اللاإرادية، فإن التقييم الشامل للاعتلال المشترك يكون مهمًا.
تعطي البيئة الداعمة والأسرة بشكل عام من لديهم متلازمة توريت مهارات إدارة الاضطراب، وقد يتعلم الأشخاص الذين يعانون من متلازمة توريت تمويه التشنجات اللاإرادية غير الملائمة اجتماعيًا أو توجيه طاقة التشنجات اللاإرادية إلى جهد وظيفي، وهناك العديد من الموسيقيين، والرياضيين، والمتحدثين العامين، والمهنيين في جميع مناحي الحياة مصابين بمتلازمة توريت. ترتبط النتائج في سن الرشد بدرجة أكبر بأهمية إدراك وجود التشنجات اللاإرادية الحادة أكثر من ارتباطها بالحدة الفعلية لها، وسيكون الشخص الذي أسيء فهمه أو تم عاقبه في المنزل أو في المدرسة أسوأ من الأطفال الذين يتمتعون بفهم ودعم البيئة المحيطة.

## وبائيات
توجد متلازمة توريت بين جميع المجموعات الاجتماعية والعرقية والإثنية، وقد تم الإبلاغ عنها في جميع أنحاء العالم، وهي أكثر تكرارًا بين الذكور من بين الإناث بثلاث إلى أربع مرات. وتبدأ التشنجات اللاإرادية لمتلازمة توريت في مرحلة الطفولة وتميل إلى التراجع مع النضج؛ لذا فإن معدلات الانتشار الملاحَظة أعلى بين الأطفال من البالغين. وفي مرحلة المراهقة، يصبح ربع الأطفال خاليين من العرات، ويرى نصفهم تقريبًا أن التشنّجات اللاإرادية تتضاءل إلى الحد الأدنى أو المستوى المعتدل، بينما يعاني أقل من الربع من العرات المستمرة. ويعاني فقط من 5 إلى 14٪ من البالغين من التشنجات اللاإرادية التي تكون أسوأ في مرحلة البلوغ منها في مرحلة الطفولة.
يعاني ما يصل إلى 1٪ من إجمالي السكان من اضطرابات العرة، بما في ذلك التشنجات اللاإرادية المزمنة والعرات العابرة في الطفولة، وتؤثر التشنجات اللاإرادية المزمنة على 5 ٪ من الأطفال، بينما تؤثر التشنجات اللاإرادية العابرة على ما يصل إلى 20 ٪.
يختلف الانتشار المبلَّغ لـتوريت باختلاف «المصدر، والعمر، والجنس للعينة، وإجراءات التحقق، ونظام التشخيص»، مع وجود نطاق تم الإبلاغ عنه بين 0.4٪ و3.8٪ للأطفال من عمر 5 إلى 18 عامًا. ويقول روبيرتسون (2011) أن 1٪ من الأطفال في سن الدراسة لديهم توريت، ووفقا لومبورسو وسكاهيل (2008)، فإن 1. إلى 1٪ من الأطفال لديهم توريت، مع العديد من الدراسات التي تدعم نطاقًا أكثر تشددًا من 0.6 إلى 0.8٪، حيث أبلغ بلوخ وليكمان (2009) وسوين (2007) عن مدى انتشار لدى الأطفال من 0.4 إلى 0.6٪، وقدر كنايت وآخرون (2012) معدل 77.٪ في الأطفال، وأبلغ دو وآخرون (2010) أن 1-3٪ من الأطفال في سن المدرسة الغربية لديهم توريت.
وباستخدام بيانات التعداد السكاني لعام 2000، يؤدي نطاق الانتشار من 1 إلى 1٪ إلى تقدير ما بين 53,000 و530,000 طفل في سن الدراسة مصابين بتوريت في الولايات المتحدة، وتقدير الانتشار بنسبة 0.1٪ يعني أنه في عام 2001 كان هناك حوالي 553,000 شخص في المملكة المتحدة يبلغون من العمر 5 سنوات أو أكثر سيكون لديهم توريت.
كان يعتقد في السابق أن متلازمة توريت نادرة: ففي عام 1972، اعتقدت معاهد الصحة الوطنية الأمريكية أن هناك أقل من 100 حالة في الولايات المتحدة، وسجل مكتب التسجيل في عام 1973 485 حالة فقط في جميع أنحاء العالم. ومع ذلك، فقد أثبتت العديد من الدراسات المنشورة منذ عام 2000 أن معدل الانتشار أعلى بكثير مما كان يُعتقد سابقًا. وتأتي الاختلافات بين تقديرات الانتشار الحالية والسابقة من عدة عوامل، مثل التحيز في التحقق في عينات سابقة مأخوذة من الحالات المحالة سريريًا، وأساليب التقييم التي قد تفشل في اكتشاف الحالات الأكثر اعتدالًا، والاختلافات في معايير التشخيص. وكان هناك عدد قليل من الدراسات المجتمعية الوراسعة المنشورة قبل عام 2000 وحتى الثمانينات، وكانت معظم الدراسات الوبائية لمتلازمة توريت تستند إلى الأفراد المحالين إلى مستوى الرعاية الثالث أو العيادات المتخصصة. قد لا يلجأ الأفراد الذين يعانون من أعراض خفيفة إلى العلاج، وقد لا يمنح الأطباء تشخيصًا رسميًا بتوريت للأطفال بسبب القلق من الوصم، ومن غير المحتمل أن تتم إحالة الأطفال الذين يعانون من أعراض أكثر اعتدالًا إلى العيادات المتخصصة، وبالتالي فإن الدراسات المتعلقة بانتشار المرض لديها تحيز متأصل للحالات الأكثر شدة، وتكون دراسات متلازمة توريت عرضة للخطأ؛ لأن التشنجات تختلف من حيث الكثافة والتعبير، وغالباً ما تكون متقطعة، ولا يتم التعرف عليها دائمًا من قِبَل الأطباء السريريين أو المرضى أو أفراد العائلة أو الأصدقاء أو المعلمين، وهناك حوالي 20٪ من الأشخاص الذين لديهم توريت متلازمة لا يعترفون بأن لديهم التشنجات اللاإرادية. إن الدراسات الحديثة - التي تدرك أن التشنجات اللاإرادية غالباً ما تكون غير مشخصة ويصعب اكتشافها - تستخدم الملاحظة المباشرة في الفصول والمخبرين المتعددين (الأم، والمعلم، والمراقبين المدربين)، وبالتالي تسجل حالات أكثر من الدراسات القديمة التي تعتمد على الإحالات. مع تحرك عتبة التشخيص وطريقة التقييم نحو الاعتراف بالحالات الأكثر اعتدالا، كانت النتيجة زيادة في معدل الانتشار.
ترتبط توريت بالعديد من الحالات المرضية المشتركة أو التشخيصات المتزامنة، والتي غالباً ما تكون المصدر الرئيسي للخلل لدى الطفل المصاب. ومن بين أولئك الذين يتقدمون للعناية الطبية، يكون لدى الغالبية حالات أخرى، و50٪ لديهم اضطراب نقص الانتباه مع فرط النشاط أو الوسواس القهري.

## تاريخ
يُعتقد أن العرض الأول لمتلازمة توريت موجود في كتاب ماليوس ميلفيكاروم (باللاتينية: Malleus Maleficarum) ("مطرقة الساحرات") الذي تم تأليفه بواسطة يعقوب سبرنجر وهاينريش كرامر، ونُشِر في أواخر القرن الخامس عشر، ووصف الكاهن الذي تم اعتقاد أن تشنجاته اللاإرادية مرتبطة باستحواذ الشيطان عليه". وأبلغ الطبيب الفرنسي جان مارك غاسبار إيتارد عن أول حالة لمتلازمة توريت في عام 1825 واصفا ماركيز دي دامبيري، وهي امرأة مهمة من النبلاء في وقتها. وقام جان مارتين تشاركوت، وهو طبيب فرنسي ذو نفوذ، بتعيين أحد جورج ألبرت إدوارد بروتوس جيل دي لا توريت، وهو طبيب فرنسي وأخصائي في الأمراض العصبية، لدراسة المرضى في مستشفى سالبيتر بهدف تحديد مرض متميز عن الهستيريا والرقاص.

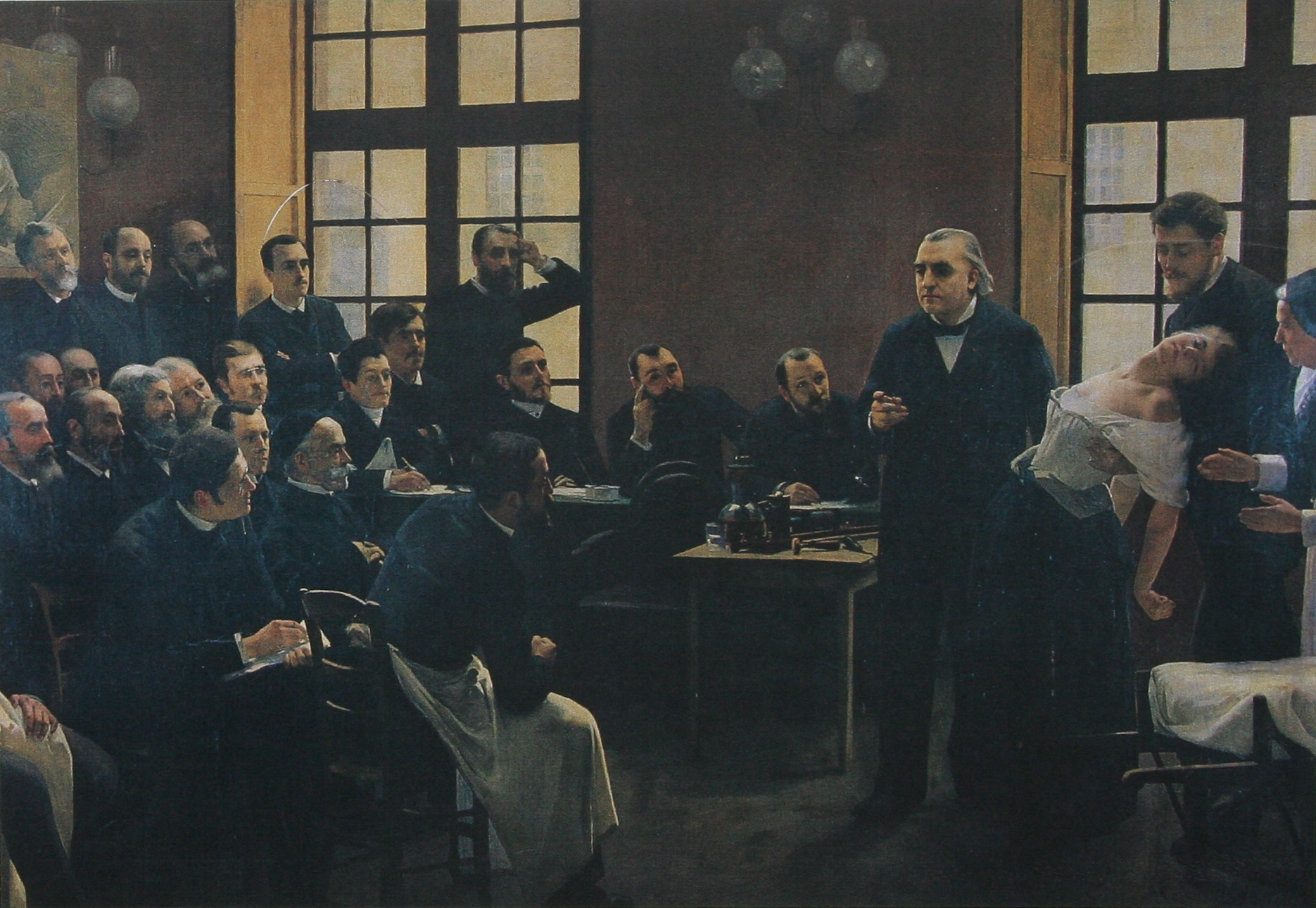
كان جان-مارتين تشاركو (1825-1893) أخصائي الأعصاب والأستاذ الفرنسي الذي أعطى التسمية لمتلازمة توريت نيابة عن جورج ألبرت إدوارد بروتوس جيل دو لا توريت.

في عام 1885، نشر جيل دو لا توريت حسابًا في دراسة عن الاضطراب العصبي يصف فيه تسعة أشخاص يعانون من «اضطراب التشنج اللاإرادي»، وخَلُص إلى أنه يجب تحديد فئة سريرية جديدة، وقد تم منح المسمى في وقت لاحق من قبل شاركوت بعد وفاة وبالنيابة عن جيل دي لا توريت.
لم يتحقق تقدم يذكر خلال القرن التالي في شرح أو علاج التشنجات اللاإرادية، وسادت وجهة نظر نفسية المنشأ في القرن العشرين. وارتفعت احتمالية أن تكون اضطرابات الحركة، بما في ذلك متلازمة توريت، لها أصل عضوي عندما أدى وباء التهاب الدماغ من 1918-1926 إلى وباء لاحق من اضطرابات العرة.
تم التشكيك في النهج التحليل النفسي لمتلازمة توريت خلال ستينيات وسبعينيات القرن العشرين، حيث أصبحت التأثيرات المفيدة للهلوبيريدول (هالدول) على التشنجات اللاإرادية معروفة. وجاءت نقطة التحول في عام 1965، عندما عالج آرثر ك. شابيرو (الذي وُصِف بأنه «أبو البحث الحديث عن اضطراب العرة») مريض توريت بالهالوبيريدول، ونشر ورقة تنتقد منهج التحليل النفسي.
ومنذ تسعينيات القرن الماضي، ظهر منظور أكثر حيادية لتوريت، حيث يتضح تداخل القابلية البيولوجية والأحداث البيئية الضارة. وفي عام 2000، نشرت الجمعية الأمريكية للأطباء النفسيين DSM-IV-TR مراجعة للنسخة الرابعة من الدليل التشخيصي والإحصائي للاضطرابات النفسية لم تعد تنص على أن أعراض اضطرابات العرة تسبب الضرر أو تعوق الأداء مدركة أن الأطباء غالبا ما يرون المرضى الذين يتوافقون في كل المعايير الأخرى لمتلازمة توريت، ولكن ليس لديهم ضرر أو خلل.
وحققت النتائج منذ عام 1999 تقدما بالنسبة لمتلازمة توريت في مجالات الوراثة، والتصوير العصبي، والفسيولوجيا العصبية، وعلم الأعصاب. وتبقى الأسئلة تتعلق بأفضل طريقة لتصنيف متلازمة توريت، ومدى ارتباط توريت ارتباطًا وثيقًا باضطرابات الحركة الأخرى أو الاضطرابات النفسية، ولا تزال البيانات الوبائية الجيدة غير متوفرة، والعلاجات المتاحة ليست خالية من المخاطر. وتركز التغطية الإعلامية رفيعة المستوى على العلاجات التي ليس لها سلامة أو فعالية مثبتة، مثل التحفيز العميق للمخ، والعلاجات البديلة التي تنطوي على فعالية غير مدروسة والآثار الجانبية التي يتتبعها العديد من الآباء والأمهات.

## الثقافة والمجتمع

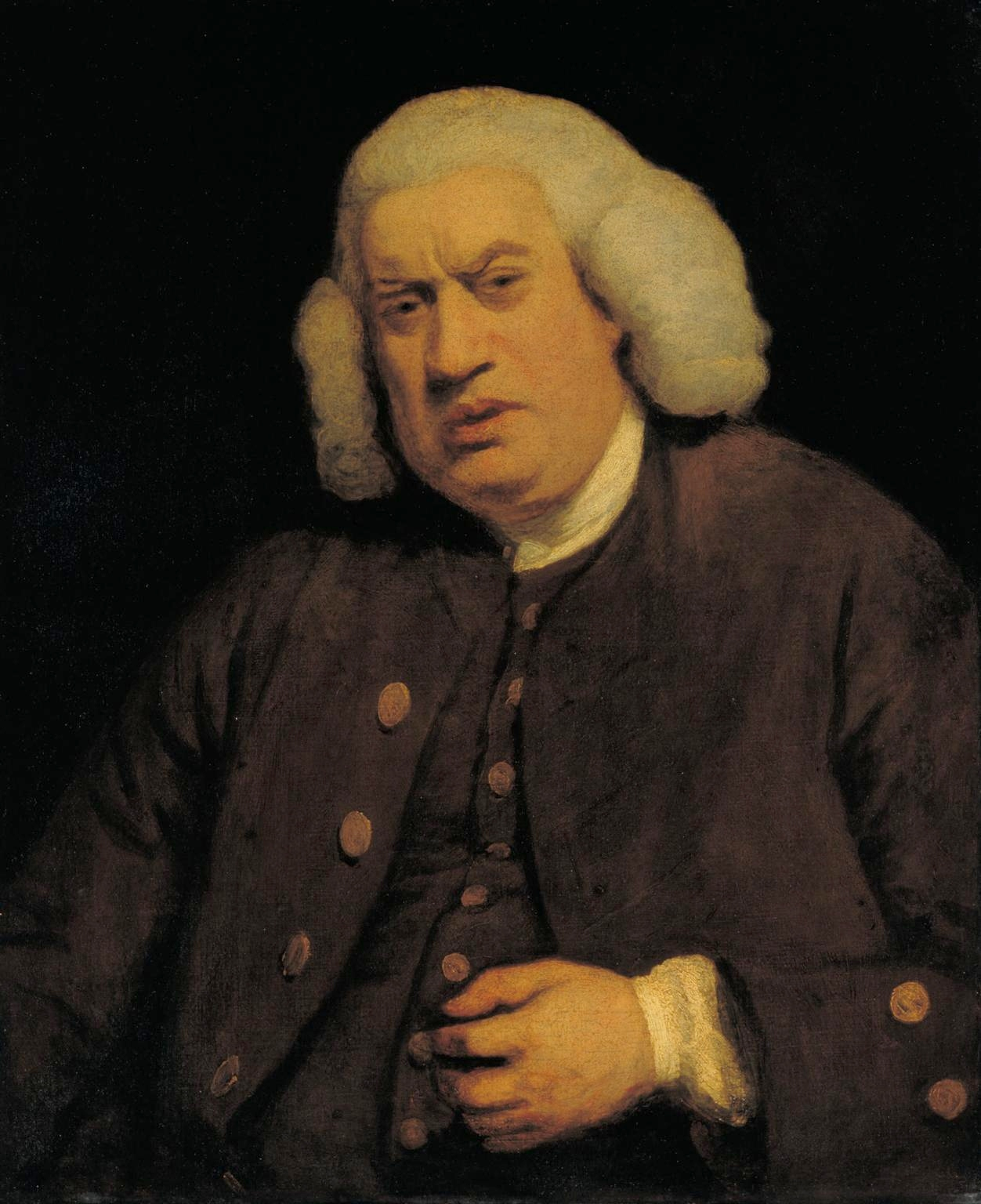
صمويل جونسون (1709-1784). ومن المرجح أنه كان يعاني من متلازمة توريت.

ليس كل شخص يعاني من متلازمة توريت يريد العلاج أو «الشفاء»، وخاصة إذا كان هذا يعني أنه قد «يخسر» شيء آخر في هذه العملية. ويعتقد الباحثون ليكمان، وكوهين، وكاثرين تاوبرت عضوة المجلس القومي السابق لاتحاد متلازمة توريت، أنه قد تكون هناك مزايا كامنة مرتبطة بالقابلية الوراثية للفرد لتطوير متلازمة توريت، مثل زيادة الوعي وزيادة الاهتمام بالتفاصيل والظروف المحيطة، والتي قد يكون لها قيمة تكيفية. وهناك دليل يدعم الاعتقاد السريري بأن الأطفال المصابين بتوريت فقط دون مراضة مشتركة هم موهوبون بشكل غير عادي، ولقد حددت الدراسات العصبية النفسية مزايا في الأطفال الذين يعانون من توريت فقط، فالأطفال الذين يعانون من توريت فقط هم أسرع من غيرهم بالنسبة للفئة العمرية الخاصة بهم في الاختبارات محددة الوقت للتنسيق الحركي.
وتم العثور على أفراد بارزين عانوا من متلازمة توريت في جميع مناحي الحياة، بما في ذلك الموسيقيين، والرياضيين، والشخصيات الإعلامية، والمعلمين، والأطباء، والمؤلفين، والمثال الأكثر شهرة لشخص استطاع الاستفادة من سمات الوسواس القهري هو صمويل جونسون، رجل الأدب الإنجليزي في القرن الثامن عشر، والذي يُحتمل أن يكون لديه متلازمة توريت كما يتضح من كتابات جيمس بوسويل. كتب جونسون قاموسا للغة الإنجليزية في 1747، وكان كاتبا غزير الإنتاج وشاعرا وناقدا. ويقول تيم هوارد، الذي وصفه شيكاغو تريبيون بأنه «أندر المخلوقات- بطل كرة القدم الأمريكي» ووُصِف بواسطة جمعية متلازمة توريت بـ«الشخص الأكثر شهرة المصاب متلازمة توريت حول العالم» أن بنيته العصبية أعطته إدراك محسّن وقدرة على التركيز المفرط، مما ساهم في نجاحه على أرض الواقع.
وعلى الرغم من أنه تم التكهن بأن موزارت كان لديه توريت، إلا أنه لم يقدم أي خبير أو منظمة من توريت أدلة موثوقة لدعم هذا الاستنتاج.
قبل منشور جيل دي لا توريت الذي يرجع تاريخه إلى عام 1885، يُحتمل أن يكون هناك تصوير لمتلازمة توريت أو اضطرابات العرة في الأدب الخيالي، مثل السيد بانكس في رواية دوريت الصغيرة التي كتبها تشارلز ديكنز، ونيكولاي ليفين في أنا كارينينا التي كتبها ليو تولستوي. وقد تعرضت صناعة الترفيه لانتقادات لأنها تصور أولئك الذين يعانون من متلازمة توريت باعتبارهم غير لائقين اجتماعيا بسبب البذاء، مما زاد من وصمة العار وسوء الفهم العام لأولئك المصابين بتوريت، كما أن أعراض البذاء هي أيضًا علف للبرامج الحوارية الإذاعية والتلفزيونية في الولايات المتحدة وفي وسائل الإعلام البريطانية.

## روابط خارجية
- متلازمة توريت على مشروع الدليل المفتوح